# Hugelmann Károly
Dr. Hugelmann Károly (Karl Heinrich Hugelmann) (Kecskemét, 1844. október 6. – Bécs, 1930. május 25.) osztrák ügyvéd, statisztikus, történész, udvari tanácsos.

## Életpályája
Katona doktor fia. 1862–1866 között jogi tanulmányokat folytatott a grazi egyetemen. 1869-ben megszerezte doktori fokozatát. 1870–1871 között habitált. 1870–1873 között a jogi kar magántanára volt a grazi egyetemen. 1873–1886 között udvari fogalmazó a cs. k. statisztikai központi bizottságnál. 1886–1918 között udvari tanácsos volt a császári udvarban, ugyanakkor a központi statisztikai bizottságban is dolgozott. Az első világháború után 1921–1926 között az Alkotmánybíróság helyettes tagja volt. Fia, Karl Gottfried Hugelmann (1879–1959) és ő is egyesített nemzeti és katolikus elkötelezettségű volt. Fő művének az 1848-as osztrák állami parlamentekről szóló könyvét tekintik.

## Művei
- Studien zum österr: Vereinsu. Ver.sammlung.vrecht (Bécs, 1879)
- Recht der Nationalitaten in österteieıt (Bécs, 1880)
- Zentralılsation der Amtsbı`bliotheken in Wien (1887)
- Ein Stammbuch aus d. Kreılse Karl Leonh. Reinholds (1910)
- Historisch-praktische Studien (1915)

## Fordítás
- Ez a szócikk részben vagy egészben  a   Karl Heinrich Hugelmann című német Wikipédia-szócikk ezen változatának fordításán alapul.  Az eredeti cikk szerkesztőit annak laptörténete sorolja fel. Ez a jelzés csupán a megfogalmazás eredetét és a szerzői jogokat jelzi, nem szolgál a cikkben szereplő információk forrásmegjelöléseként.